# 1909 no Brasil
Esta é uma cronologia dos fatos acontecimentos de ano 1909 no Brasil.

## Incumbentes
- Presidente do Brasil - Afonso Pena (15 de novembro de 1906 - 14 de junho de 1909) e Nilo Peçanha (14 de junho de 1909 - 15 de novembro de 1910)
- Presidente da Câmara dos Deputados – Carlos Peixoto de Melo Filho (1° de fevereiro de 1907–1909)

## Eventos
- 17 de janeiro: Fundação da Universidade Federal do Amazonas.
- 4 de abril: É fundado, na cidade de Porto Alegre/RS, o Sport Club Internacional.
- 14 de abril: O médico Carlos Chagas descobre uma doença parasitária tropical causada pelo protozoário cinetoplástida flagelado Trypanosoma cruzi, na cidade mineira de Lassance.[1][2]
- 14 de junho: O presidente Afonso Pena morre e o seu vice Nilo Peçanha torna-se o sétimo presidente da República.
- 8 de setembro: O Tratado do Rio de Janeiro é assinado entre o Brasil e a República do Peru e estabelece as fronteiras atuais do estado do Acre.[3][4]
- 19 de setembro: A primeira corrida de automóveis do país é realizada no circuito de São Gonçalo, no Rio de Janeiro.[5]
- 23 de setembro - O presidente do Brasil Nilo Peçanha cria os Liceus de Artes e Ofícios.
- 12 de outubro - É fundado, na cidade de Curitiba, o Coritiba Foot Ball Club.

## Nascimentos
- 1 de janeiro - Arthur Machado, futebolista (m. 1997).